# Luis Medina Cantalejo
Luis Medina Cantalejo (n. 1 martie 1964) este un fost arbitru spaniol de fotbal.